# 杉山保次郎
杉山 保次郎（すぎやま やすじろう、安政元年（1855年） - 大正15年（1926年）7月20日）は、幕末の武士（尾張藩士）、剣術家（剣道範士）、弓術家。諱は贇保。自らの剣術流派を「名古屋長塀流」と称した。

## 生涯
名古屋城下に杉山清助の長男として生まれる。幼少より文学、融和流剣法、小笠原流弓術を学ぶ。
明治元年（1868年）、遠藤五平太より小野派一刀流（中西派一刀流）剣術を学び、目録を授かる。同年、藩校・明倫堂の取立役参与・剣術世話掛となる。
明治8年（1875年）、遠藤五平太より皆伝を授かる。
明治16年（1883年）、山岡鉄舟（一刀正伝無刀流）より剣術を学ぶ。
明治17年（1884年）、岐阜県警察本署の武術授業掛となるが、翌明治18年（1885年）に辞職し、再び山岡鉄舟より剣術を学ぶ。
明治22年（1889年）、愛知県警察本部の武術授業掛となる。
明治23年（1890年）、陸軍大尉として名古屋に赴任していた津田教修から津田一伝流剣術を学ぶ。
明治24年（1891年）、津田教修から津田一伝流の皆伝を授かる。
明治28年（1895年）、愛知県尋常師範学校、愛知県商業学校の剣柔嘱託教師、名古屋陸軍地方幼年学校の剣術教官、陸軍歩兵第33連隊の嘱託教師となる。
道場「一心館」を開き、剣術と弓術を教え、明治35年（1902年）には弟子が千余人に達したという。
明治42年（1909年）5月、第14回武徳祭に弓術と剣術で参加。弓術精錬証（流派：日置流竹林派）を授与される。
大正元年（1912年）大日本武徳会剣道教士（流派：小野派一刀流）を授与される。
大正15年（1926年）7月20日、没。同日付で大日本武徳会剣道範士号が追授された。